# Miroljub Kostić
Miroljub Kostić (Kirin Serbia: Мирољуб Костић; sinh ngày 5 tháng 6 năm 1988) là một cầu thủ bóng đá Serbia thi đấu cho câu lạc bộ Serbian SuperLiga Napredak Kruševac.

## Danh hiệu
Jagodina
- Cúp bóng đá Serbia: 2012–13[2]